# Sikorsky UH-60 Black Hawk
UH-60 Black Hawk je americký dvoumotorový, čtyřlistý, středně těžký víceúčelový vrtulník vyráběný společností Sikorsky Aircraft. Konstrukce vrtulníku vznikla pro konkurz Utility Tactical Transport Aircraft System (UTTAS) v roce 1972, který uspořádala americká armáda. V armádě označili prototyp jako UH-60A a vybrali Black Hawk jako vítězný vrtulník programu v roce 1976. První prototyp vzlétl v říjnu 1974 a sériově se stroje začaly vyrábět v roce 1979. Je užívaný k vzdušným útokům, výsadkům a záchraně vojenských jednotek i civilních osob.
Do služby u americké armády se dostal v roce 1979, kdy nahradil taktický transportní vrtulník Bell UH-1 Iroquois. Následně byly vyráběny varianty vrtulníku Black Hawk na elektronický boj či pro speciální operace. Také byly vyvinuty vylepšené varianty UH-60L a UH-60M. Upravené verze byly vyvinuty pro americkou armádu, letectvo, námořnictvo a pobřežní stráž. Rovněž byly tyto vrtulníky vyváženy do jiných zemí a zúčastnily se i několika bojových konfliktů v Grenadě, Panamě, Iráku, Somálsku, na Balkáně, v Afghánistánu a zemích Blízkého východu.
Na výrobě vrtulníku se od roku 2011 do roku 2019 podílel i největší český výrobce letadel Aero Vodochody, který pro vrtulníky Black Hawk vyráběl kabiny.

## Vývoj

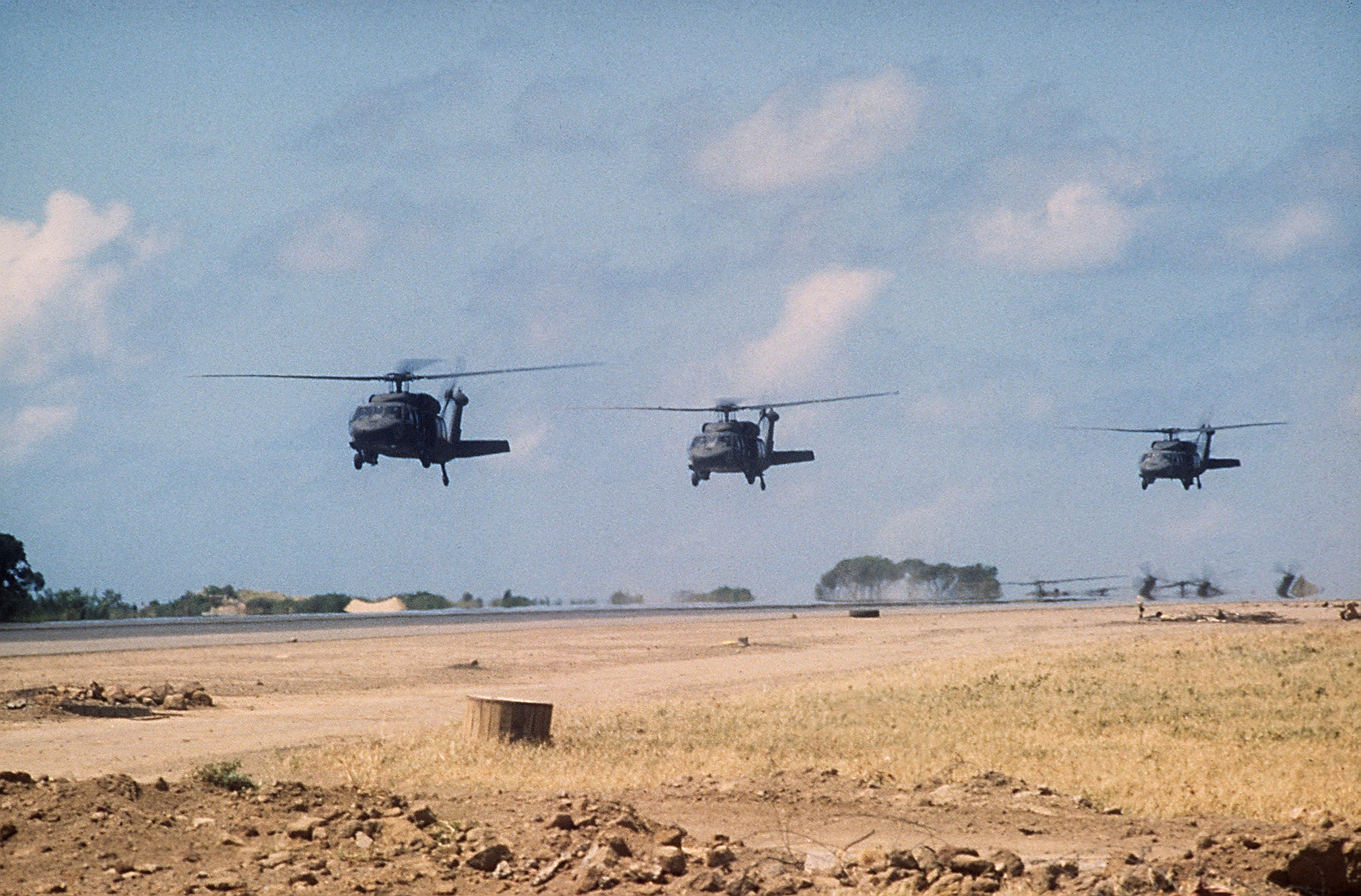
Vrtulníky UH-60A Black Hawk nad Port Salinas během invaze na Grenadu, 1983. Zde došlo k prvnímu nasazení vrtulníků UH-60 v boji.

UH-60 „Black Hawk“ byl výsledkem zkušeností, které americká armáda získala během války ve Vietnamu. Ačkoliv válka v jihovýchodní Asii potvrdila užitečnost vrtulníků v moderním konfliktu, Spojené státy za toto poznání zaplatily vysokou cenu v podobě enormních ztrát vrtulníků a jejich posádek. Z celkového počtu 11 827 vrtulníků, které ve Vietnamu sloužily, bylo v boji sestřeleno až 5 086. Z toho 3 305 připadalo na nejoblíbenější vrtulník své doby UH-1 Iroquois.
Po vietnamské válce americká armáda investovala do vývoje vrtulníků značné finanční prostředky, protože si uvědomovala, že když jí lehce ozbrojení vietnamští vojáci dokázali způsobit 50 procentní ztráty,[zdroj⁠?!] tak střet s vojsky Varšavské smlouvy by byl fatální. Obavy z možných ztrát v dalším konfliktu vedly k novým požadavkům na nový vrtulník, který měl být rychlejší a lépe obrněný.
V lednu 1972 získaly společnosti Boeing-Vertol a Sikorsky smlouvu na vývoj a výrobu prototypů. V této soutěži zvítězil prototyp Sikorsky YUH-60A, který americká armáda v prosinci 1976 upřednostnila před YUH-61A od firmy Boeing-Vertol. První sériově vyrobený UH-60A získala americká armáda v říjnu 1978 a  červnu 1979 byl tento typ oficiálně zařazen do služby.
DARPA použila vrtulník UH-60A v projektu Aircrew Labor In-Cockpit Automation System (ALIAS) a 5. února 2022 s vrtulníkem uskutečnila první let bez posádky. Další zkušební bezposádkový let podnikl upravený vrtulník 7. února 2022. Vrtulník byl dodatečně vybaven systémem Sikorsky MATRIX™, který tvoří jádro systému ALIAS.

## Konstrukce

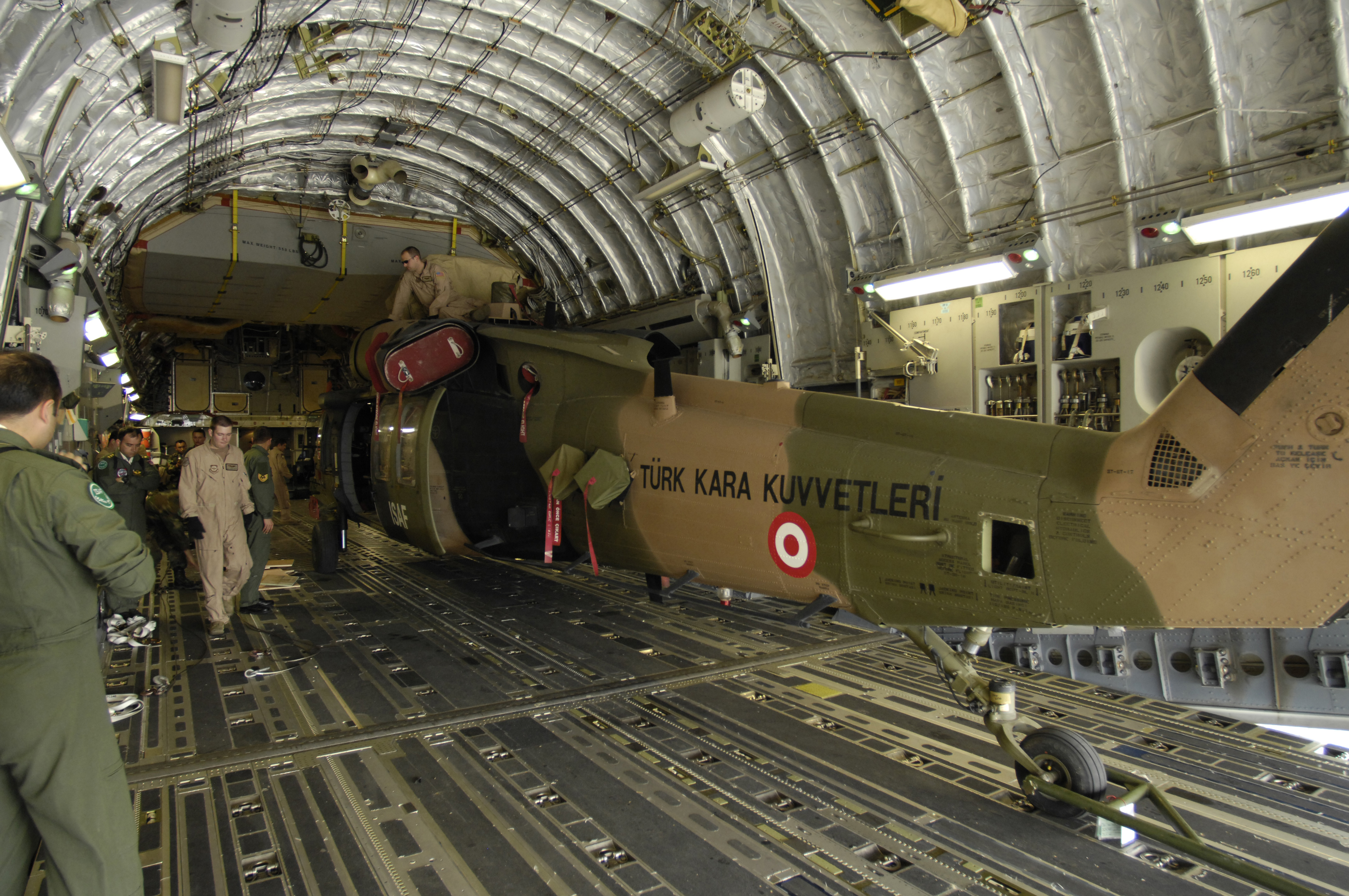
Turecký UH-60 přepravovaný letadlem C-17 Globemaster III

UH-60 je vybaven hlavním a ocasním rotorem, které jsou čtyřlisté a jsou poháněny dvěma turbohřídelovými motory General Electric T700. Vrtulník má dlouhý a nízký profil, aby splňoval požadavek armády na přepravu dopravním letadlem C-130 Hercules.
Vrtulníky UH-60 mohou provádět široké spektrum misí včetně taktického transportu vojáků, elektronického boje a letecké evakuace. VIP verze známá jako VH-60N se používá k přepravě důležitých vládních činitelů (např. členů Kongresu) nebo amerického prezidenta (volací znak „Marine One“). Black Hawk může přepravovat 1 200 kg nákladu interně nebo 4 100 kg nákladu zavěšeného externě (UH-60L / M). Vrtulník tak dokáže při bojových operacích přepravit 11 vojáků s vybavením nebo houfnici M119 s 30 náboji a čtyřčlennou posádku.
Black Hawk je vybaven pokročilou avionikou včetně navigačního systému GPS.
UH-60 může být vybaven křídelním systémem, který se nazývá ESSS (External Stores Support System). Na tato křídla mohou být upevněny externí palivové nádrže nebo různá výzbroj. Na každém křídle jsou dva závěsné body a celkově tak vrtulník dokáže nést čtyři palivové nádrže (2× 870 litrů a 2× 1700 litrů). Pod křídla může být zavěšena i výzbroj do hmotnosti 4500 kg, jako jsou rakety, řízené střely a kulomety.

## Nasazení

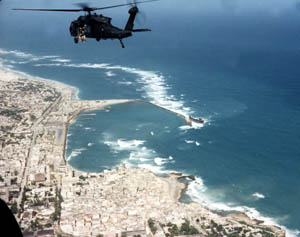
Americký MH-60L během bitvy v Mogadišu v roce 1993

K prvnímu bojovému nasazení vrtulníků Black Hawk došlo v roce 1983 během invaze na Grenadu.
Jeden UH-60 a dva MH-60 se v roce 1989 zúčastnili operace Just Cause, což byl název pro americkou intervenci v Panamě.
V roce 1991 se více než 300 vrtulníků Black Hawk zapojilo do války v Zálivu. 27. února 1991 byly dva UH-60 sestřeleny když se snažily zachránit pilota havarované stíhačky F-16C a posádku vrtulníku UH-1H.
Vrtulníky UH-60 se v roce 1993 zapojily i do bojů v somálském městě Mogadišo, ve kterých stály americké jednotky podporované OSN proti samozvanému prezidentovi Mohamedovi Farrah Aidida. Během této operace byly dva UH-60 sestřeleny. Tato událost byla popularizována díky filmovému zpracování Ridleyho Scotta Černý jestřáb sestřelen.
V 90. letech se Black Hawky zúčastnily bojů na Balkáně a v roce 2003 se podíleli i na intervenci v Iráku. Našly uplatnění i během operací v Afghánistánu.
Dva speciálně upravené Black Hawky se 1. května 2011 zúčastnily operace Neptune Spear v rámci níž byl zabit Usáma bin Ládin. Během operace se jeden z vrtulníků zřítil a posádka ho následně zneškodnila výbušninou, aby nedošlo k úniku technologií.

## Verze

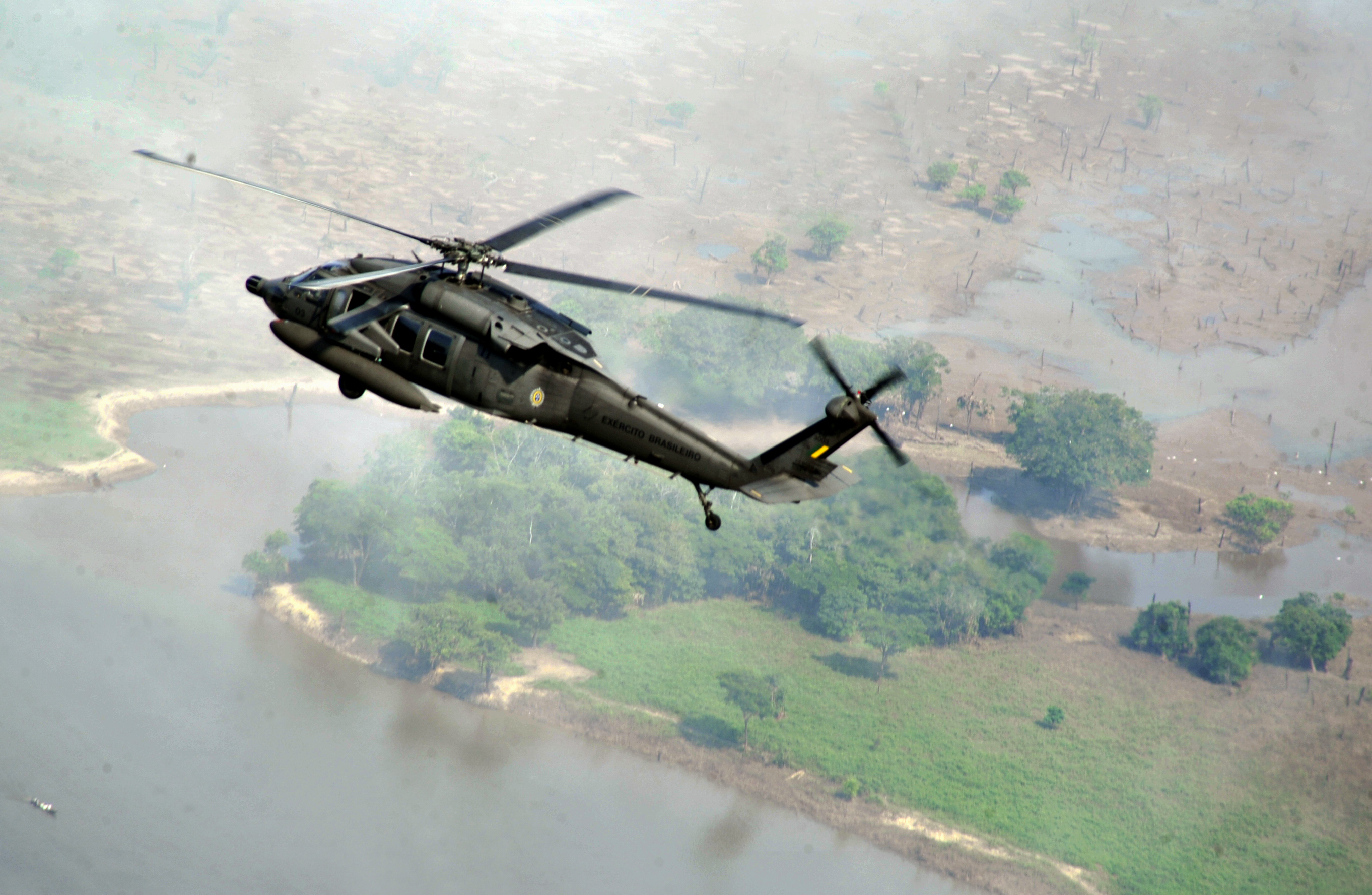
UH-60L brazilské armády

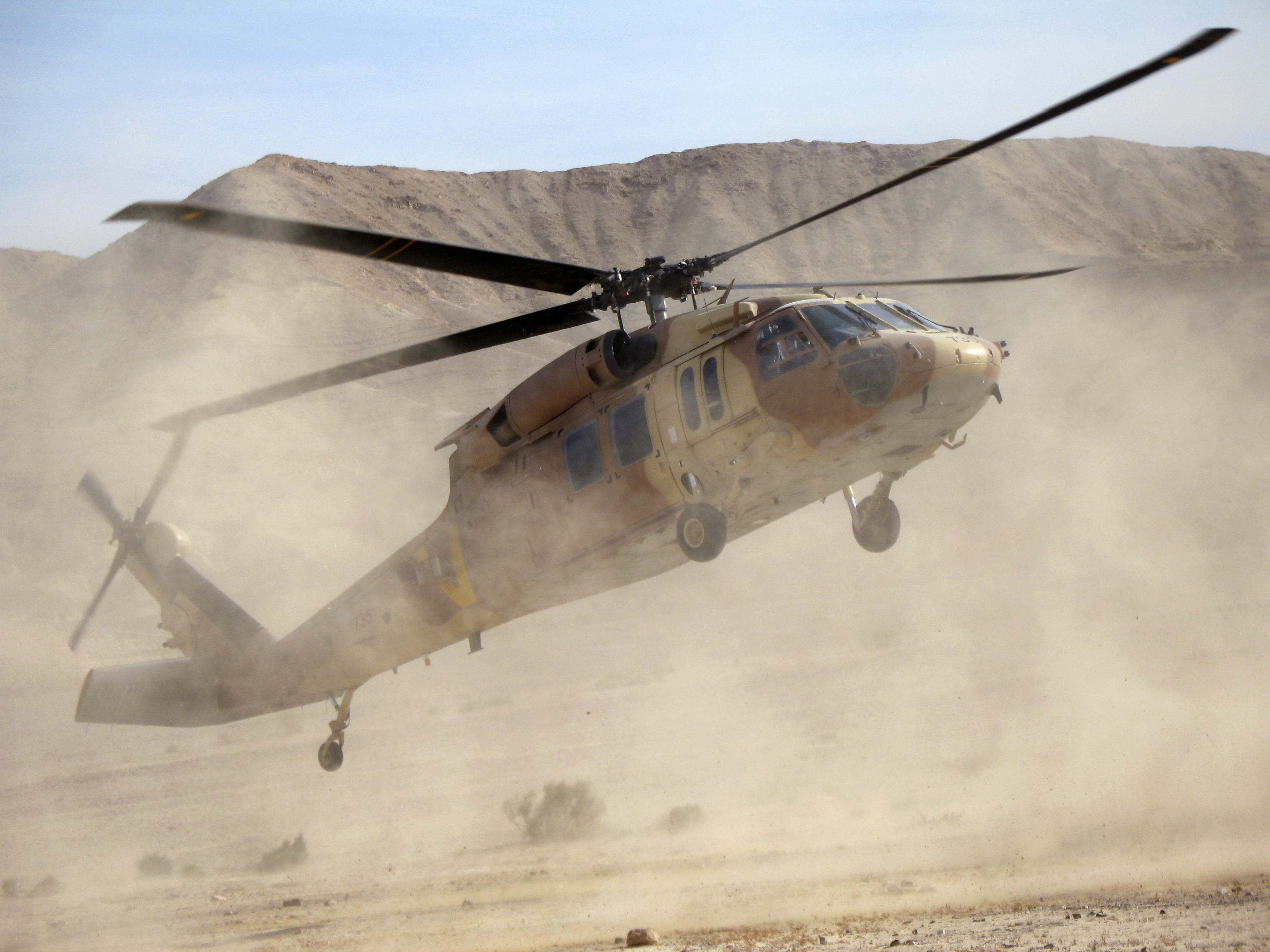
Izraelský UH-60 Yanshuf

Vrtulníky odvozené od pozemních UH-60 Black Hawk:
- UH-60A Black Hawk – základní verze
- UH-60C Black Hawk – UH-60L upravené pro řízení a velení
- UH-60J – licenční vrtulníky pro Japonsko
- UH-60L Black Hawk – modernizovaná verze
- UH-60M Black Hawk
- UH-60MU Black Hawk – UH-60M, který byl plně vybaven systémem Fly-By-Wire, vybavený třemi letovými počítači
- UH-60Q Black Hawk – verze pro převoz raněných
- UH-60V Black Hawk – modernizace UH-60L
- AH-60L Arpía – exportní verze pro bojovou podporu
- EH-60A Quick Fix – UH-60A upravené pro radioelektronický boj
- YEH-60B SOTAS – prototyp UH-60A upravený radioelektronický boj
- EH-60C – UH-60A upravené pro řízení a velení
- EH-60L Advanced Quick Fix – modernizace verze EH-60A, radioelektronický boj
- HH-60A – prototyp verze pro přepravu raněných
- HH-60D – prototyp verze pro přepravu raněných
- HH-60L MEDEVAC – přeprava raněných
- HH-60M MEDEVAC – přeprava raněných
- MH-60A Black Hawk – verze pro speciální operace
- HH-60G Pawe Hawk – SAR
- MH-60G Pawe Hawk – speciální operace SAR
- HH-60W Jolly Green I – speciální operace SAR
- MH-60K/L Night Hawk – speciální operace
- VH-60D Black Hawk – doprava VIP
- VH-60N Black Hawk – doprava VIP
- S-70A – exportní vrtulníky rodiny UH-60

Námořní vrtulníky rodiny SH-60 Seahawk:
- SH-60B Seahawk – námořní protiponorkový vrtulník (exportní označení S-70B)
- HH-60H Rescue Hawk – bojová záchranná verze
- HH-60J Jayhawk – záchranná verze pro pobřežní stráž
- SH-60F Ocean Hawk – protiponorkový pro operace z letadlových lodí
- MH-60S Knighthawk – námořní víceúčelový vrtulník
- SH-60R Romeo –námořní protiponorkový vrtulník

## Uživatelé

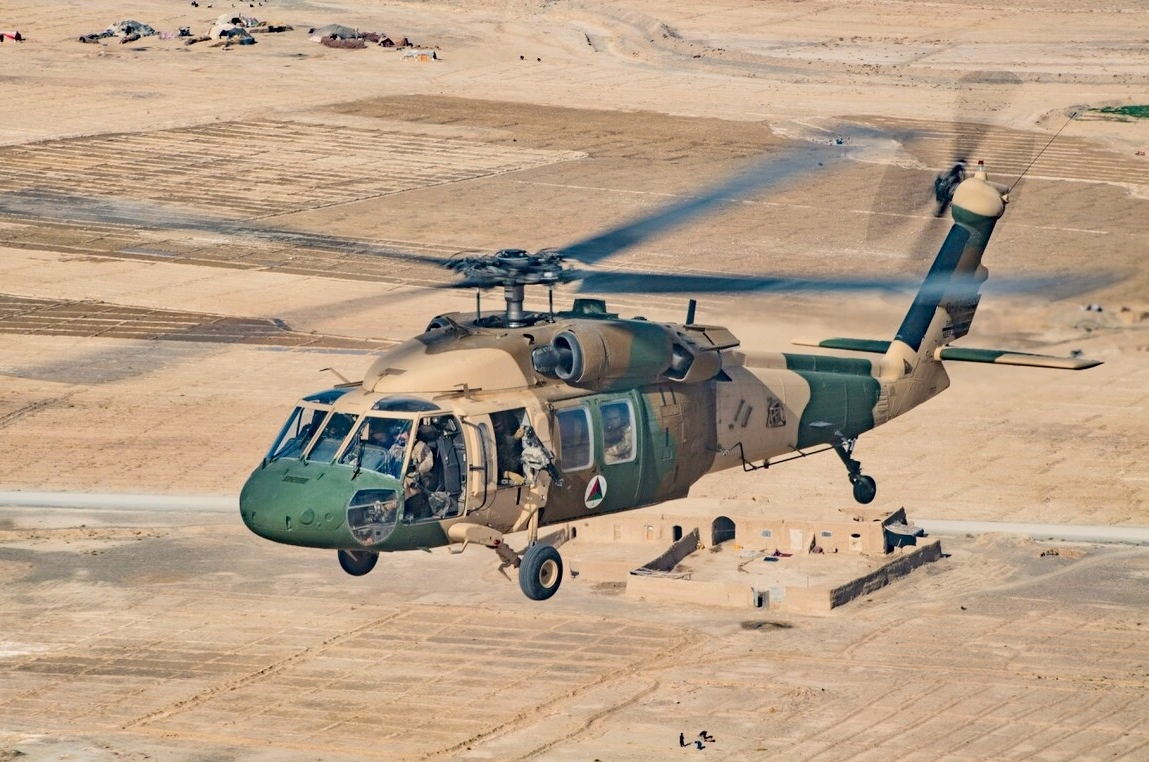
Afghánský UH-60A+ (sériové číslo 80-23450) na snímku z roku 2018. Tento kus patří mezi stroje pravděpodobně ukořistěné v srpnu 2021 Tálibánem.

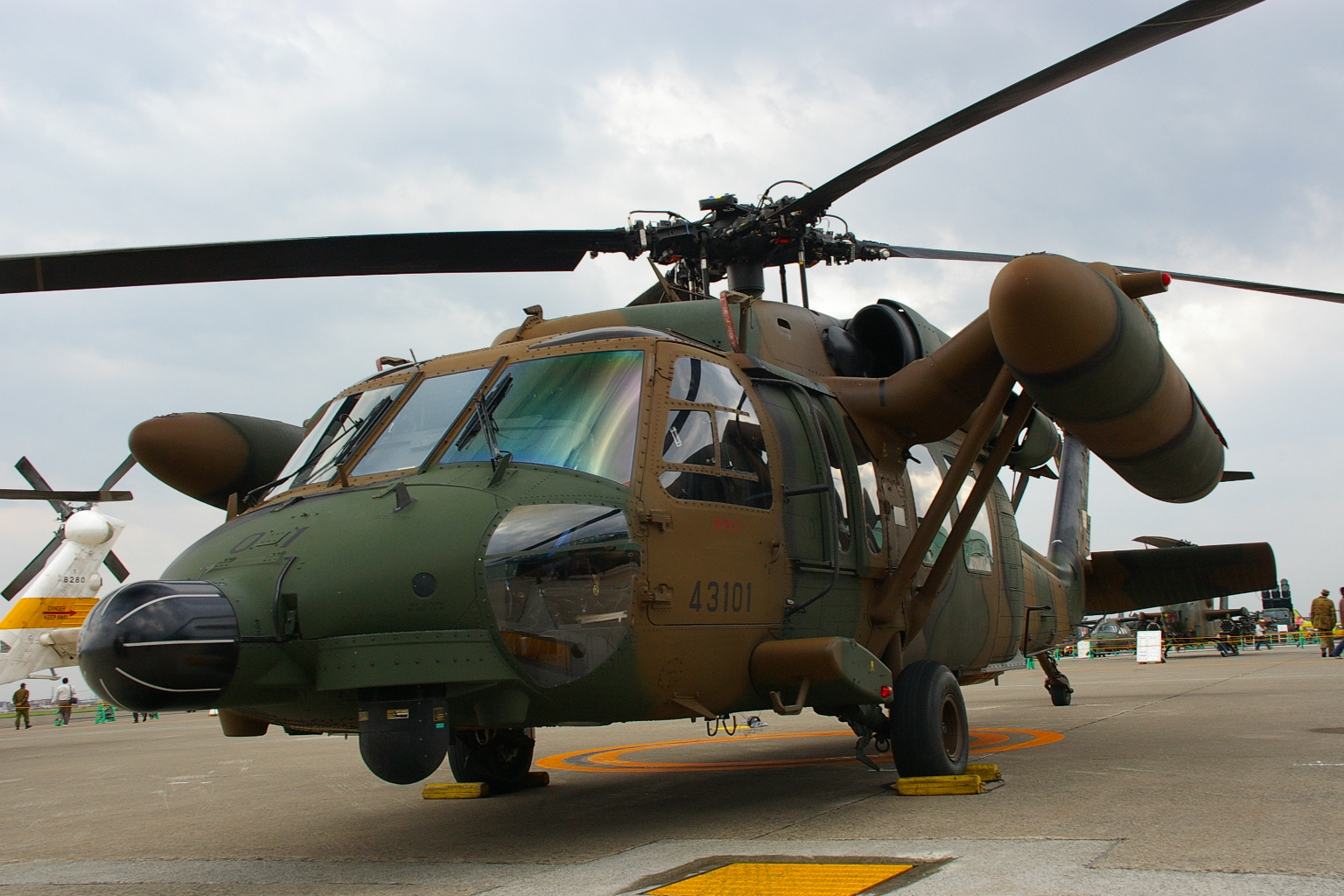
Japonský UH-60J

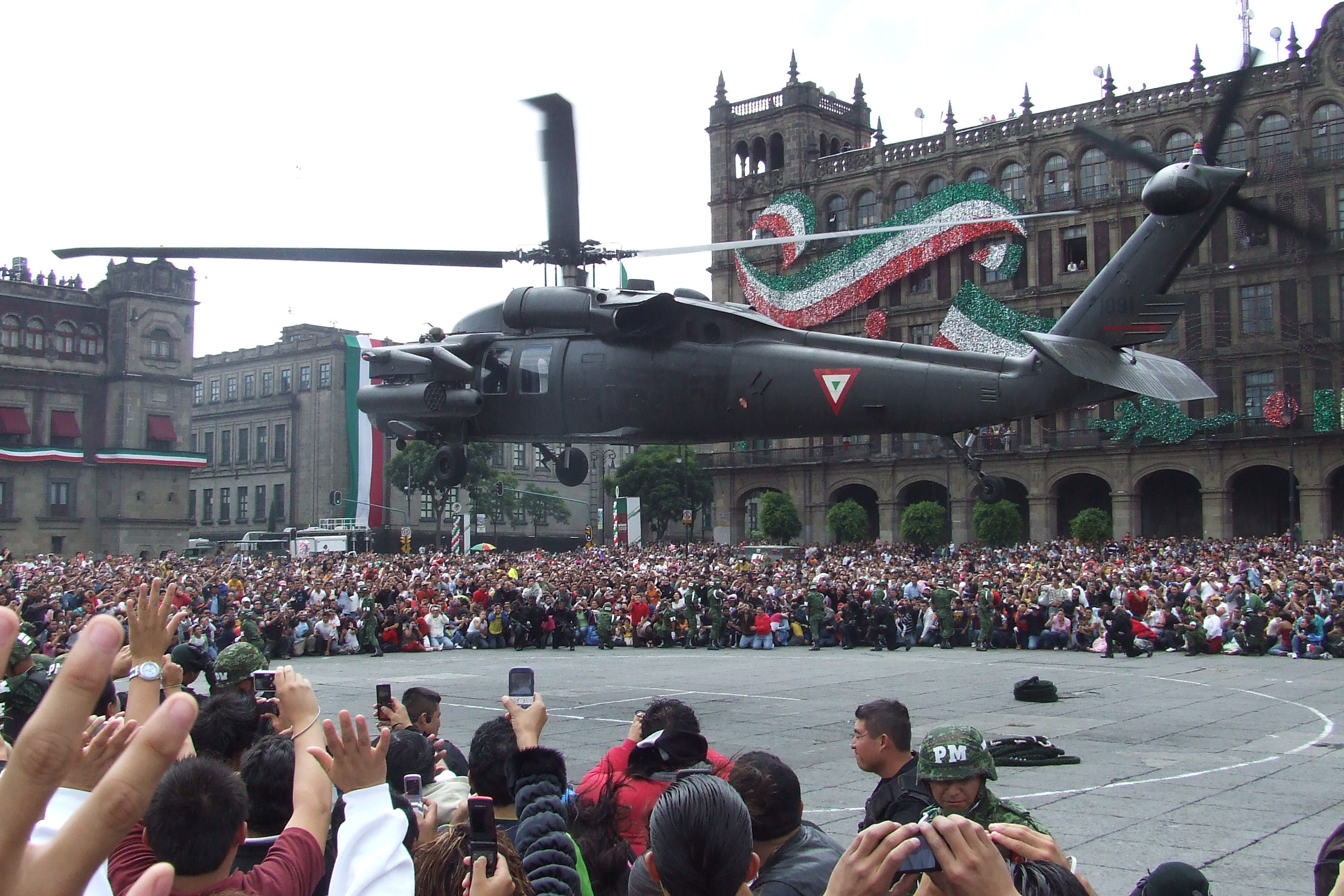
Mexický UH-60 Black Hawk

### Současní uživatelé
- Afghánistán[p 1]
- Argentina
- Austrálie
- Bahrajn
- Brazílie
- Brunej
- Čína[11]
- Čínská republika
- Egypt
- Filipíny
- Chile
- Chorvatsko[12]
- Izrael
- Japonsko
- Jižní Korea
- Jordánsko
- Lotyšsko – objednány 4 vrtulníky UH-60M, první dva dodány v únoru 2023[13]
- Kolumbie
- Malajsie
- Mexiko
- Maroko
- Portugalsko
- Rakousko
- Saúdská Arábie
- Slovensko – v provozu 9 kusů a objednány další 2 [14]
- Spojené státy americké
- Španělsko
- Thajsko
- Turecko – objednáno 107 kusů vrtulníků založených na UH-60 [15]
- Ukrajina[16]

### Bývalí uživatelé
- Afghánská islámská republika[17][p 1]

## Specifikace (UH-60L)

### Technické údaje

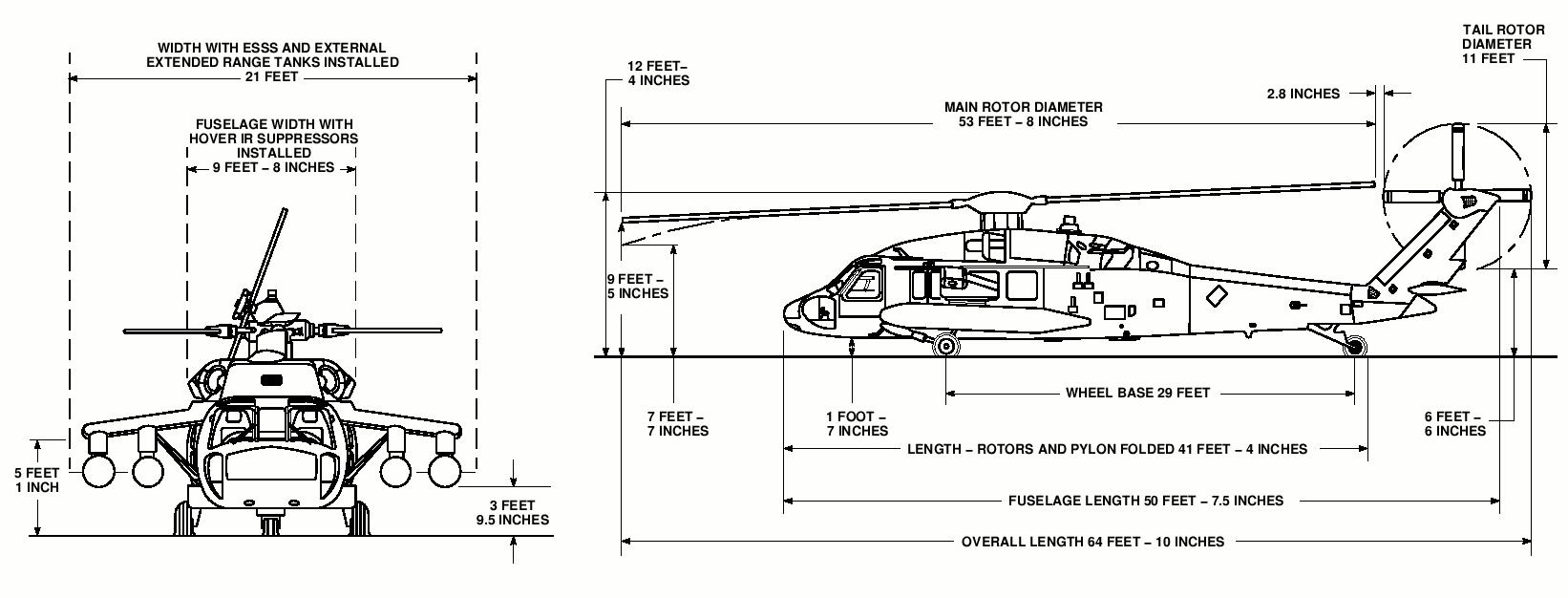
Nákres z vojenského manuálu

- Posádka: 2 piloti s 2 dvěma střelci
- Užitečná zátěž: 1 200 kg vnitřního nákladu, včetně 11 osob nebo 6 nosítek, nebo 4 100 kg (UH-60L) nákladu venku
- Délka: 19,76 m
- Délka trupu: 15,27 m
- Šířka trupu: 2,36 m
- Průměr rotoru: 16,36 m
- Výška: 5,13 m
- Plocha rotoru: 210 m²
- Hmotnost (prázdný): 4 819 kg
- Maximální vzletová hmotnost: 10 660 kg
- Pohonná jednotka: 2× turbohřídelový motor General Electric T700-GE-701C, 1 410 kW (1 890 hp) každý

### Výkony
- Rychlostní limit: 357 km/h
- Maximální rychlost: 294 km/h
- Cestovní rychlost: 280 km/h
- Bojový rádius: 592 km
- Přeletový dolet: 2 220 km s přídavnými nádržemi
- Dostup: 5 790 m
- Stoupavost: 4,5 m/s
- Plošné zatížení rotoru: 35,4 kg/m²
- Poměr výkon/hmotnost: 158 W/kg